# Liste der Kellergassen in Retz
Die Liste der Kellergassen in Retz führt die Kellergassen in der niederösterreichischen Gemeinde Retz an.
Außerdem ist Retz für das weitläufige Kellersystem unter der Altstadt berühmt, das von vielen Altstadthäusern aus zugänglich ist. Etwa 1½ Kilometer des fast 20 Kilometer langen und bis zu 20 Meter tiefen Kellerlabyrinths können im Zuge von Führungen ab dem Retzer Kellermuseum  besichtigt werden.
Der Schredlkeller südlich von Obernalb  ist ein künstliches Höhlensystem, das als Naturdenkmal geschützt ist.
| Foto |                 | Kellergasse                          | Standort                     | Beschreibung |
| ---- | --------------- | ------------------------------------ | ---------------------------- | --- |
| ja   | Datei hochladen | Kellerviertel Hofern                 | KG: Hofern Standort          | Das Kellergassensystem liegt östlich außerhalb des Orts: teilweise in der Ebene an einem Güterweg, teils in Hanglage an der Bundesstraße. Auf 400 Metern Länge befinden sich 22 Objekte (einige davon umgebaut), darunter 16 Keller in Schildmauerform. Anmerkung: Die obigen Angaben gelten für die gesamte Kellergasse, auch wenn Teile davon auf dem Gebiet der Gemeinde Hardegg liegen.                                                               |
| ja   | Datei hochladen | Kellergasse Kleinhöflein             | KG: Kleinhöflein Standort    | Das Kellergassensystem besteht aus einer 500 Meter langen Kellergasse, die vom südwestlichen Ortsrand in südwestlicher Richtung verläuft, sowie einigen Kellern, die beidseits des Beginns der Kellergasse im Hintaus liegen. Insgesamt befinden sich hier 91 Objekte. |
| BW   | Datei hochladen | Senkeltrift, Beim Friedhof           | KG: Kleinhöflein Standort    | Die beidseitige Einzelkellergasse liegt in einem Graben am südöstlichen Ortsrand. Sie besteht aus zwölf Gebäuden, mehrheitlich traufständig, und hat eine Länge von 100 Metern. |
| BW   | Datei hochladen | Kellergasse Kleinriedenthal          | KG: Kleinriedenthal Standort | Die beidseitige Kellergasse führt in einem Graben bzw. an einer Geländekante vom südlichen Hintaus in Richtung Südwesten. Sie besteht aus 43 Gebäuden, mehr als ein Drittel davon um- oder neu gebaut, und hat eine Länge von 700 Metern. |
| BW   | Datei hochladen | Nördliches Radial                    | KG: Kleinriedenthal Standort | Die vom Nordrand der Ortschaft wegführende beidseitige Kellergasse liegt in einem Hohlweg. Sie besteht aus 20 Kellern, ganz überwiegend in Schildmauerform, und mehrheitlich erneuerungsbedürftig, und hat eine Länge von 150 Metern. |
| BW   | Datei hochladen | Nördliches Hintaus                   | KG: Kleinriedenthal Standort | Die einseitige Einzelkellergasse liegt an einer Geländekante im nördlichen Hintaus. Sie besteht aus 11 Kellern, einige davon umgebaut, und hat eine Länge von 80 Metern. |
| BW   | Datei hochladen | Kellergasse Thalen                   | KG: Obernalb Standort        | Die einseitige Einzelkellergasse liegt an einer Geländekante westlich außerhalb der Ortschaft. Sie besteht aus 20 Gebäuden, überwiegend in Schildmauerform und hat eine Länge von 350 Metern. |
| BW   | Datei hochladen | Kellergasse Dingelacker              | KG: Obernalb Standort        | Die einseitige Einzelkellergasse befindet sich an einer Geländekante am nördlichen Ortsrand. Sie besteht aus neun Kellern in Schildmauerform und mehrheitlich erneuerungsbedürftig, und hat eine Länge von 150 Metern. |
| ja   | Datei hochladen | Kellergasse Richtung Obermarkersdorf | KG: Obernalb Standort        | Die beidseitige Einzelkellergasse befindet sich in einem Hohlweg südwestlich außerhalb der Ortschaft. Sie besteht aus 20 Kellern, fast durchwegs in Schildmauerform und mehrheitlich erneuerungsbedürftig, und hat eine Länge von 250 Metern. |
| BW   | Datei hochladen | Schrattenthaler Straße               | KG: Obernalb Standort        | Die beidseitige Einzelkellergasse liegt einen halben Kilometer südlich vom Ort in einer Mulde. Sie besteht aus 14 Objekten, überwiegend in Schildmauerform, und hat eine Länge von 200 Metern. |
| ja   | Datei hochladen | Urtel Kellergasse                    | KG: Obernalb Standort        | Die beidseitige Einzelkellergasse befindet sich an der Straße nach Unternalb, und findet ihre Fortsetzung in der Unternalber Urtelkellergasse. Schmidbaur fasst diese beiden Urtelkellergassen mit den Unternalber Kellergassen Retzerstraße und Hohlweg zusammen und gibt für das daraus entstehende Kellergassensystem mit einer Gesamtlänge von 1600 Metern 119 Objekte, überwiegend in Schildmauerform und zu einem Drittel erneuerungsbedürftig, an. |
| ja   | Datei hochladen | Kellergasse Windmühlgasse            | KG: Retz Altstadt Standort   | Die einseitige Einzelkellergasse verläuft von der Nordwestecke des Stadtkerns in Richtung Westen entlang einer Geländekante. Sie besteht aus 15 Gebäuden, einige zur Wohnnutzung umgebaut, und hat eine Länge von 200 Metern. |
| ja   | Datei hochladen | Kirchberggasse                       | KG: Retz Altstadt Standort   | Die einseitige Einzelkellergasse liegt nordöstlich außerhalb von Retz-Altstadt, teils an einer Geländekante, teils in der Ebene. Sie besteht aus neun Kellern in Schildmauerform und hat eine Länge von 300 Metern. |
| ja   | Datei hochladen | Znaimerstraße – Schußbergmarter      | KG: Retz Altstadt Standort   | Einige Keller liegen an der Znaimer Straße, etwa einen dreiviertel Kilometer außerhalb der Stadt. |
| ja   | Datei hochladen | Znaimerstraße – Freudentalmarter     | KG: Retz Altstadt Standort   | Einige Keller liegen am Nordrand der Stadt an der Znaimer Straße und an einem gegenüber dem Friedhof abzweigenden Feldweg. |
| ja   | Datei hochladen | Kellergasse Retzer Straße            | KG: Unternalb Standort       | Die Kellergasse ist beidseitig an der vom nordwestlichen Ortsrand nach Nordwesten verlaufenden Bundesstraße. Schmidbaur fasst sie mit den beiden Urtelkellergassen und dem Hohlweg zusammen und gibt für das daraus entstehende Kellergassensystem mit einer Gesamtlänge von 1600 Metern 119 Objekte, überwiegend in Schildmauerform und zu einem Drittel erneuerungsbedürftig, an.                                                                       |
| BW   | Datei hochladen | Urtel Kellergasse                    | KG: Unternalb Standort       | Die Kellergasse befindet sich an der vom nordwestlichen Ortsrand nach Westen verlaufenden Straße und findet ihre Fortsetzung in der Obernalber Urtelkellergasse. Schmidbaur fasst die beiden Urtelkellergassen mit der Retzerstraße und dem Hohlweg zusammen und gibt für das daraus entstehende Kellergassensystem mit einer Gesamtlänge von 1600 Metern 119 Objekte, überwiegend in Schildmauerform und zu einem Drittel erneuerungsbedürftig, an.      |
| ja   | Datei hochladen | Hohlweg                              | KG: Unternalb Standort       | Die Kellergasse befindet sich in dem vom nordwestlichen Ortsrand nach Nordosten verlaufenden Hohlweg. Schmidbaur fasst sie mit der Retzerstraße und den beiden Urtelkellergassen zusammen und gibt für das daraus entstehende Kellergassensystem mit einer Gesamtlänge von 1600 Metern 119 Objekte, überwiegend in Schildmauerform und zu einem Drittel erneuerungsbedürftig, an.                                                                         |
| BW   | Datei hochladen | Beim Friedhof                        | KG: Unternalb Standort       | Das Kellergassensystem liegt am westlichen Ortsrand, teils an einer Geländekante, teils in einem Hohlweg. Es besteht aus 18 Kellern, überwiegend in Schildmauerform und erneuerungsbedürftig, und hat eine Länge von 300 Metern. |

| Foto:                    | Fotografie der Kellergasse (Gesamtheit). Klicken des Fotos erzeugt eine vergrößerte Ansicht. Daneben finden sich zwei Symbole: \| Weitere Bilder vorhanden \| Das Symbol bedeutet, dass weitere Fotos des Objekts verfügbar sind. Durch Klicken des Symbols werden sie angezeigt. \| \| Eigenes Foto hochladen \| Durch Klicken des Symbols können weitere Fotos des Objekts in das Medienarchiv Wikimedia Commons hochgeladen werden. \| |
| Name:                    | Bezeichnung der Kellergasse |
| Standort:                | Es ist die Katastralgemeinde (KG) angegeben. Durch Aufruf des Links Standort wird die Lage der Kellergasse in verschiedenen Kartenprojekten angezeigt. |
| Beschreibung             | Kurze Beschreibung der Kellergasse |
| Weitere Bilder vorhanden | Das Symbol bedeutet, dass weitere Fotos des Objekts verfügbar sind. Durch Klicken des Symbols werden sie angezeigt. |
| Eigenes Foto hochladen   | Durch Klicken des Symbols können weitere Fotos des Objekts in das Medienarchiv Wikimedia Commons hochgeladen werden. |